# Ray Farrugia
Pour les articles homonymes, voir Farrugia et Zazu (homonymie).
Raymond Farrugia, dit Zazu, né le 1er octobre 1955 à Il-Furjana, Malte, est un footballeur maltais devenu entraîneur. Il est actuellement sélectionneur de 
l'équipe de Malte espoirs.

## Biographie
Ray Farrugia reçoit trois sélections avec l'équipe de Malte. Il joue son premier match en équipe nationale le 6 septembre 1977, en amical contre la Tunisie (défaite 2-1 à Tunis).
Il joue ensuite en décembre 1983, deux matchs rentrant dans le cadre des éliminatoires de l'Euro 1984, contre les Pays-Bas (défaite 5-0 à Rotterdam), et l'Espagne (défaite 12-1 à Séville).